# Λ-カラギナーゼ
λ-カラギナーゼ(Lambda-carrageenase、EC 3.2.1.162)は、紅藻に含まれる多糖λ-カラギーナンを分解する酵素である。この酵素は、海洋性細菌でのみ見られる。

## 種の分布
λ-カラギナーゼを分泌する2種類の細菌が発見されている。海洋性細菌Pseudoalteromonas carrageenovoraのATCC 43555株は、ノバスコシア州の海水から、深海性細菌Pseudoalteromonas属のCL19株は、駿河湾の堆積物からそれぞれ単離された。

## 性質
どちらの種が持つλ-カラギナーゼも、cglA遺伝子によってコードされる。この遺伝子によりコードされるタンパク質は、25アミノ酸残基のシグナルペプチドを含む942アミノ酸残基から構成される。λ-カラギナーゼは単量体であり、最適pHは7.0、最適温度は35℃である。λ-カラギーナンのみを特異的に分解し、ι-またはκ-カラギーナン、アガロース、ポルフィランには作用しない。

## 作用機構
λ-カラギナーゼは、λ-カラギーナンの骨格のβ1,4-グリコシド結合を切断し、その結果、四糖のα-D-Galp2,6S(2)-(1->3)-β-D-Galp2S-(1->4)-α-D-Galp2,6S(2)-(1->3)-D-Galp2Sを生成する。この酵素は、水分子が糖基質のα側 から攻撃する機構により作用し、基質のアノマー位を反転させる。